# Biossegurança
A biossegurança é o conjunto de ações voltadas para a prevenção, proteção do trabalhador e\ou paciente, minimização de riscos inerentes às atividades de pesquisa, produção, ensino, desenvolvimento tecnológico e operacional e amplia-se para a proteção ambiental e a qualidade.
O Protocolo de Cartagena sobre Biossegurança da Convenção sobre Diversidade Biológica é um acordo internacional sobre Biossegurança que visa proteger a diversidade biológica dos potenciais riscos dos OGMs. Esse protocolo está baseado no Princípio da Precaução e permitir que os países em equilibrem a Saúde Pública com os benefícios econômicos da técnica de Transgênese. 
Uma outra definição, baseada na cultura da engenharia de segurança e da medicina do trabalho é encontrada em Costa & Costa (2021), onde aparece "conjunto de medidas técnicas, administrativas, educacionais, médicas e psicológicas, empregadas para prevenir acidentes em ambientes biotecnológicos". Está centrada na prevenção de acidentes em ambientes ocupacionais.
Os Riscos Biológicos são regulamentados, com medidas de precaução, pelo Ministério do Trabalho e Emprego por intermédio da NR 32 – Segurança e Saúde no Trabalho em Serviços de Saúde. 
Segundo Teixeira, P. e Valle, S. da Fundação Oswaldo Cruz. Biossegurança é o conjunto de ações voltadas para a prevenção, minimização ou eliminação de riscos inerentes às atividades de pesquisa, produção, ensino, desenvolvimento tecnológico e prestação de serviços, visando à saúde do homem, dos animais, a preservação do meio ambiente e a qualidade dos resultados.
Penna & Col. (2010) Apresentam uma revisão sobre definições de Biossegurança.
Estas definições mostram que a biossegurança envolve as relações tecnologia/risco/homem. O risco biológico será sempre uma resultante de diversos fatores e, portanto, seu controle depende de ações em várias áreas, priorizando-se o desenvolvimento e divulgação de informações além da adoção de procedimentos correspondentes às boas práticas de segurança para profissionais, pacientes e meio ambiente.

## Conceitos utilizados
A Biossegurança está legalmente prevista para os processos envolvendo os Organismos Geneticamente Modificados – OGMs incluindo seus derivados, produzidos por técnicas de Engenharia Genética e das questões relativas a pesquisas científicas com células-tronco embrionárias humanas, de acordo com a Lei de Biossegurança - Lei Nº 11.105/2005 (Mensagem de Veto Nº 167/2005), regulamentado pelo Decreto Nº 5.591/2005. 
O objetivo dessa Lei são os riscos relativos as técnicas de manipulação dos OGMs incluindo seus derivados. O órgão regulador dessa Lei é a Comissão Técnica Nacional de Biossegurança - CTNBio, integrada por profissionais de diversos áreas. Exemplo típico de discussão legal da Biossegurança são os Alimentos Geneticamente Modificado.
Por outro lado, a palavra biossegurança, também aparece em ambientes onde a moderna biotecnologia não está presente, como indústrias, hospitais, laboratórios de saúde pública, laboratórios de análises clínicas, hemocentros, universidades. etc., no sentido da prevenção dos riscos gerados pelos agentes químicos, físicos e ergonômicos, envolvidos em processos onde o risco biológico se faz presente ou não. Esta é a vertente da biossegurança, que na realidade, confunde-se com a engenharia de segurança, a medicina do trabalho, a saúde do trabalhador, a higiene industrial, a engenharia clínica e a infecção hospitalar.